# Summerville
Summerville es un pueblo ubicado en su mayor parte en el condado de Dorchester, con pequeñas partes en los condados de Berkeley y Charleston, en Carolina del Sur, Estados Unidos. Según el censo de 2020, tiene una población de 50.915 habitantes.
Es parte del área metropolitana de Charleston.

## Geografía
La localidad está ubicada en las coordenadas 33°0′21″N 80°10′46″O / 33.00583, -80.17944 (33.005836, -80.179306). Según la Oficina del Censo, el pueblo tiene un área total de 56.41 hab./km², de la cual 56.06 km² es tierra y 0.35 km² es agua.

## Demografía
En el 2000 la renta per cápita promedia del hogar era de $43.635, y el ingreso promedio para una familia era de $51.469. El ingreso per cápita para la localidad era de $20.103. Alrededor del 9.20% de la población estaba bajo el umbral de pobreza nacional. 

### Localidades adyacentes
El siguiente diagrama muestra a las localidades en un radio de 20 kilómetros (12,4 mi) de Summerville.